# Križan Vrh
Križan Vrh – wieś w Słowenii, w gminie Bistrica ob Sotli. W 2018 roku liczyła 74 mieszkańców.